# Epistrophe nankinensis
Epistrophe nankinensis är en tvåvingeart som beskrevs av Chu och He 1993. Epistrophe nankinensis ingår i släktet brynblomflugor, och familjen blomflugor. Inga underarter finns listade i Catalogue of Life.